# Deinste
Deinste település Németországban, azon belül Alsó-Szászország tartományban. Lakosainak száma 2173 fő (2023. december 31.). Deinste Dollern és Stade községekkel határos.

## Népesség
A település népességének változása:
| Lakosok száma | 2017 | 2015 | 2014 | 2150 | 2166 | 2173 |
|               | 2016 | 2017 | 2019 | 2021 | 2022 | 2023 |